# Измирский технологический институт
Измирский технологический институт (тур. İzmir Yüksek Teknoloji Enstitüsü, İYTE) — турецкий государственный исследовательский университет, расположенный в городе Измир. Институт уделяет большое внимание естественным наукам и технике, фокусируясь на научных исследованиях. ВУЗ регулярно упоминается среди лучших университетов Турции; основным языком обучения на всех его отделениях является английский язык.

## История и общая информация
Измирский технологический институт был основан 11 июля 1992 года в городе Измир на Эгейском побережье Турции. Его основными областями специализации, которые сегодня доступны в ВУЗе, являются наука и техника. В этих областях основными целями университета являются, среди прочего, проведение исследований, образование студентов, промышленное производство, научные публикации и деятельность в сфере консультации предприятий.

## Кампус
Кампус Измирского технологического института расположен на одном из самых красивых участков побережья Эгейского моря, недалеко от города Измир. Его площадь составляет 6060 гектаров — при этом, он «может похвастаться» двумя древнеримскими банями, водопадами, оливковыми рощами, виноградниками, долинами и холмами, средиземноморской флорой, а также — специальными ландшафтными районами; всё это дополняют «захватывающие дух» закаты и рассветы, которые в своё время, возможно, вдохновляли Анаксагора. Кроме того, в десяти километрах от входа в университетский городок расположен самый ранний из известных центров производства оливкового масла в Клазоменаи.
На территории кампуса расположены обширные исследовательские и жилые помещения, которые — совместно с находящимся рядом трёхмиллионным Измиром — предлагает широкий спектр возможностей как для студентов, так и для преподавателей и исследователей ВУЗа. Институт обеспечивает транспортное сообщение между университетским городком и центром города Измир — по автомагистрали Измир-Чешме.

## Организации

### Факультеты и отделения
Измирский технологический институт имеет 16 академических департаментов (отделов), большинство из которых организованы в три основных факультета. Эти департаменты отвечают за бакалаврские программы ВУЗа.
- Факультет архитектуры:
  - Отдел архитектуры
  - Отдел архитектурной реставрации
  - Департамент городского и регионального планирования
  - Отдел промышленного дизайна
- Инженерный факультет
  - Отдел гражданского строительства
  - Кафедра химической технологии
  - Кафедра компьютерной инженерии
  - Отдел электротехники и электроники
  - Департамент пищевой промышленности
  - Департамент машиностроения
- Научный факультет
  - Химический отдел
  - Кафедра математики
  - Кафедра молекулярной биологии и генетики
  - Отделение физики

В дополнение к вышеназванным, в ВУЗе есть кафедра иностранных языков и кафедра общекультурных курсов.

## Аспирантура
«Высшая школа инженерных и естественных наук» отвечает за обучение аспирантов Измирского технологического института.

## Исследовательские центры
В составе института действуют несколько исследовательских центров. Центр исследований материалов располагает основными аналитическими приборами: такими как, электронный микроскоп (SEM-EDS), рентгеновский дифрактометр (XRD), сканирующим зондовый микроскопом (SPM), оборудованием для дифференциального термического анализа (DTA-TGA), системой измерения удельной поверхности (BET) и так далее. Все проекты, связанные с материаловедением и инженерными разработками, используют ресурсы центра как единого целого. Лаборатории, занимающиеся исследованиями материалов, занимают 1500 квадратных метров, на которых расположены помещения, предназначенные для обработки и последующего анализ образцов новых материалов, полученных в исследовательском центре. Технический персонал центра представлен четырьмя специалистам, подготовленными к использованию специализированных аналитических инструментов. Более 20 преподавателей поддерживают центр посредством как в исследовательском, так и в финансовом отношении.
Исследовательский центр биотехнологии и биоинженерии является междисциплинарным исследовательским центром Измирского технологического института. На сегодня биотехнология и биоинженерия являются приоритетными областями в ВУЗе. Сам центр был создан в 2004 году как совместное научно-исследовательское партнерство между университетом и промышленностью. Центр установил контакты с другими исследовательскими центрами института — такими как Центр исследования материалов, Центр исследования окружающей среды и Исследовательский центр по безопасности пищевых продуктов. Цель организации состоит в том, чтобы расширить этот список и активизировать участие новых людей в своих проектах. Предполагается, что центр будет способствовать не только исследованиям на лабораторном уровне, но и созданию новых проектов в промышленный масштабе.
Исследовательский центр по безопасности пищевых продуктов был также создан в 2004 году. Центр является мультидисциплинарной исследовательской группой, объединяющей ученых из областей знаний (пищевая технология, химия и биология).

## Критика
Измирский технологический институт широко известен как ВУЗ с высокими критериями отбора и сложной образовательной программой. Его студенты часто не могут окончить курс или этот процесс занимает больше времени, чем предполагается. В частности, на инженерном факультете только половина студентов смогла окончить программу в основное отведённое время.